# John A. Winston

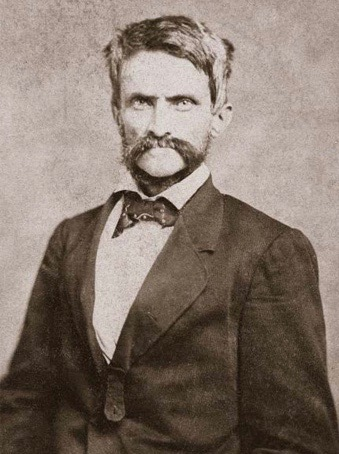
John Anthony Winston (1812–1871)

John Anthony Winston (* 4. September 1812 im Madison County, Alabama; † 21. Dezember 1871 in Mobile, Alabama) war ein US-amerikanischer Politiker (Demokratische Partei) und der 15. Gouverneur von Alabama.

## Frühe Jahre und politischer Aufstieg
Der im Alabama-Territorium geborene Winston besuchte das LaGrange College (heute University of North Alabama) und das Cumberland College (heute University of Nashville) in Tennessee. 1834 wurde er Eigentümer einer Plantage und Baumwollbevollmächtigter in Sumter County, Alabama. Ferner gründete er 1844 das John A. Winston Cotton Commission House, eine Unternehmung, die er sein ganzes Leben lang weiter führte. Winston entschloss sich 1840 eine politische Laufbahn einzuschlagen. Er wurde in das Repräsentantenhaus von Alabama gewählt und 1842 wiedergewählt. Danach wählte man ihn 1843 in den Senat von Alabama, wo er bis 1853 verblieb. Er war zwischen 1845 und 1849 der Vorsitzende des Senats. Ferner repräsentierte Winston Alabama bei den Democratic National Conventions in Baltimore 1848 und in Nashville 1850.

## Gouverneur von Alabama
Winston wurde am 1. August 1853 zum Gouverneur von Alabama gewählt. Seine Vereidigung fand am 20. Dezember 1853 statt. Während seiner Amtszeit förderte er das öffentliche Bildungswesen, was man daran sah, dass er 1854 einen Gesetzesentwurf unterzeichnete, der Alabamas öffentliches Schulsystem schuf. Ferner wurde die Louisville, sowie die Nashville Eisenbahn geschaffen; die Alabama Educational Association wurde gegründet. Winston wurde am 6. August 1855 für eine zweite Amtszeit wiedergewählt.

## Weiterer Lebenslauf
Winston blieb nach seiner Zeit als Gouverneur von Alabama weiter aktiv in der Politik. Er war 1860 Delegierter zur Democratic National Convention in South Carolina. Ferner war er im selben Jahr Präsidentschaftswahlmann für Stephen A. Douglas. Er war auch 1861 Alabamas Bevollmächtigter in Louisiana und 1865 Mitglied des Verfassungskonvents von Alabama. Während des Amerikanischen Bürgerkriegs war Winston Colonel der 8. Infanterie der Konföderierten Armee, musste aber wegen einer Krankheit zurücktreten. Nach dem Krieg wurde er 1867 in den US-Senat gewählt, wurde aber infolge des aktiven Wahlrechts ausgeschlossen, als er sich weigerte, den Treueeid (Oath of Allegiance) zu leisten. Er verstarb am 12. Dezember 1871 und wurde auf dem Familienfriedhof in Livingston beigesetzt. Er war zwei Mal verheiratet und zwar mit Mary Agnes Walker, sowie mit Mary W. Longwood. Das Ergebnis dieser Verbindungen war ein Kind.
Nach ihm ist Winston County in Alabama benannt.